# Гусев, Андрей Владимирович (1970)
Андрей Владимирович Гусев (26 июля 1970) — российский футболист, нападающий.

## Биография
В начале карьеры выступал в соревнованиях коллективов физкультуры за команду «Заря» (Тацинская). Весной 1992 года перешёл в речицкий «Ведрич», в его составе сыграл один матч в первом независимом чемпионате Белоруссии. В том же году вернулся в Россию и в течение полутора сезонов выступал за АПК Азов в первой лиге, сыграл 51 матч и забил 4 гола.
Затем более 20 лет выступал на любительском уровне за клубы Ростовской области, также работал тренером. По основной профессии — инспектор ГИБДД, имеет звание майора. Становился победителем и призёром международных соревнований по футболу среди полицейских, четырёхкратный чемпион мира по мини-футболу среди полицейских.